# یوآکاری گر
یوآکاری گر (نام علمی: Cacajao calvus) نام یک گونه از سرده یوآکاری است.